# Pierre Quicke
Pierre de/van Cuyck of de/van Kuik of de/van Quicke (Gent, einde 15e eeuw – Saint-Amand-les-Eaux, circa 1505) was benedictijner abt en bisschop van Doornik (1497-1504). Hij is bekend als diegene die keizer Karel V boven de doopvont hield in Gent (1500).

## Levensloop

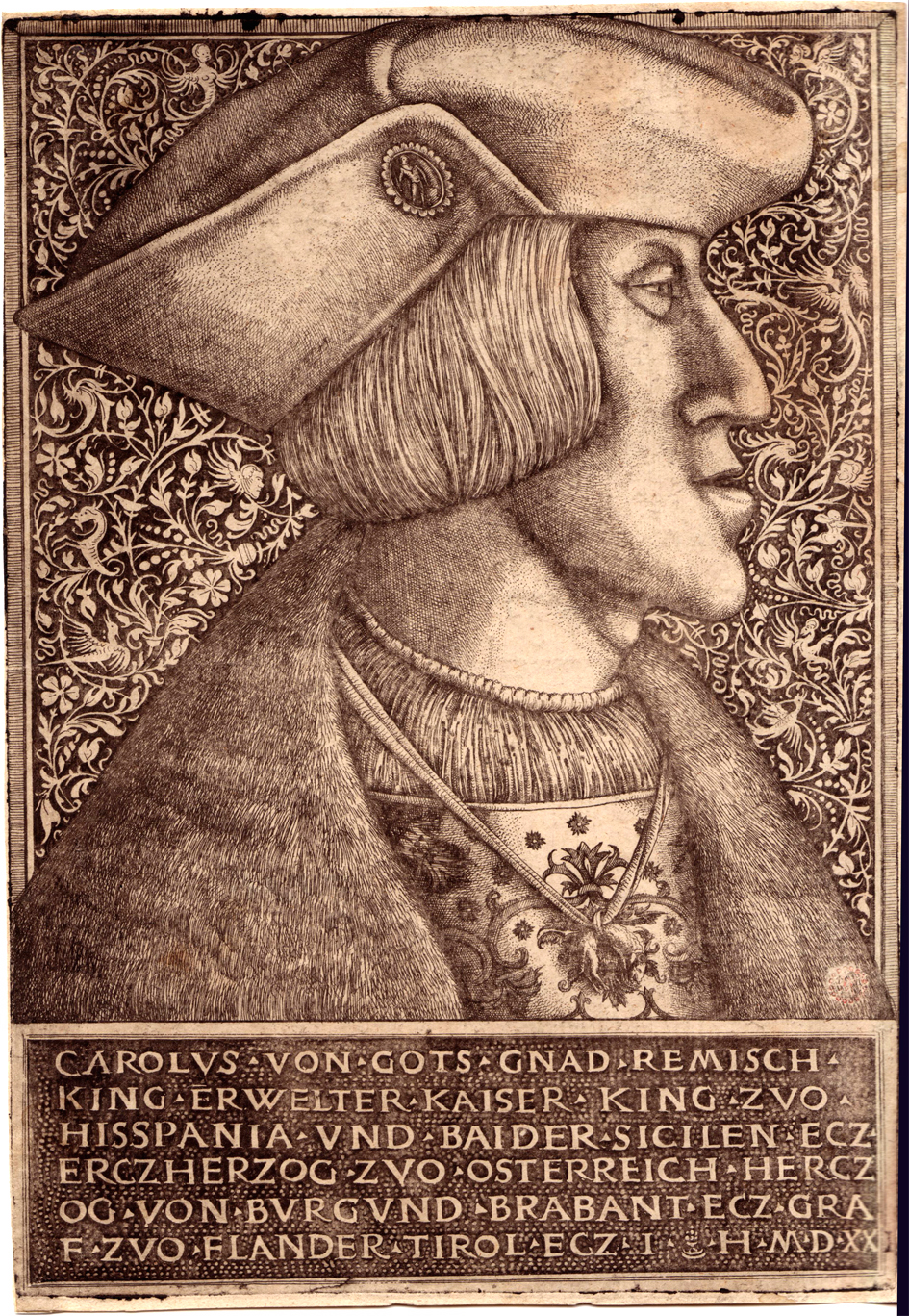
Bisschop Quicke doopte Karel V van Habsburg in Gent.

Quicke groeide op in Gent, in het graafschap Vlaanderen, dat een deel was van de Bourgondische Nederlanden. Hij trad vrij jong in bij de cisterciënzers van de Abdij Onze-Lieve-Vrouw Ten Duinen, vandaag Koksijde in België. Hij werd bevorderd tot abt van het benedictijnenklooster van Sint-Pieter in Honnecourt-sur-Escaut, aan de Schelde gelegen. De functie van abt van Honnecourt combineerde Quicke met een prebende van de Sint-Amandsabdij van de benedictijnen (1486). Deze ligt vandaag aan de Schelde in Saint-Amand-les-Eaux in Frankrijk. De Sint-Amandsabdij was ten tijde van Quicke gelegen op het grondgebied van de Franse koning maar behoorde kerkelijk toe tot de graaf-bisschoppen van Kamerijk, en dus tot het Rooms-Duitse Rijk. Deze 2 invloedssferen waren goed voelbaar in de Sint-Amandsabdij.
Eind 15e eeuw was het bisdom Doornik in een zwaar conflict verzeild. Het was zowel een intern conflict binnen het bisdom, als tussen vorsten onderling. Het kapittel van de Onze-Lieve-Vrouwekathedraal (Doornik) trok namelijk partij voor de koning van Frankrijk en andere clerici, zoals Quicke, trokken partij voor de Habsburgers en het Rooms-Duitse Rijk. Dit leidde tot situaties van bisschop en tegenbisschop. In deze omstandigheden werd Quicke tot bisschop van Doornik gewijd in Brugge (1497): hij had de steun van meerdere Nederlandstalige steden in het graafschap Vlaanderen. De tegenbisschop gedurende de hele periode van Quicke was Louis Pot, beschermeling van de Franse Kroon.
In 1500 doopte bisschop Quicke in Gent de jonge Habsburgse prins Karel, de latere keizer Karel V van het Rooms-Duitse Rijk. Het was het hoogtepunt van zijn carrière als bisschop van Doornik.
In 1504 eiste het kapittel van Doornik dat Quicke zich terugtrok als bisschop. Het kwam tot een akkoord tussen de 2 strekkingen in het bisdom, zodat Quicke zich terug trok in de Sint-Amandsabdij (1504). Daar was het schisma evenwel nog niet verteerd. Monniken sloegen Quicke bont en blauw, waarna hij kort nadien stierf (circa 1505).